# Pearisburg (Virginia)
Pearisburg es un pueblo situado en el condado de Giles, Virginia  (Estados Unidos). Según el censo de 2010 tenía una población de 2.786 habitantes.

## Demografía
Según el censo del 2000, Pearisburg tenía 2.729 habitantes, 1.219 viviendas, y 789 familias. La densidad de población era de 344,3 habitantes por km².
De las 1.219 viviendas en un 27,3%  vivían niños de menos de 18 años, en un 49%  vivían parejas casadas, en un 11,5% mujeres solteras, y en un 35,2% no eran unidades familiares. En el 31,9% de las viviendas  vivían personas solas el 17,1% de las cuales correspondía a personas de 65 años o más que vivían solas. El número medio de personas viviendo en cada vivienda era de 2,23 y el número medio de personas que vivían en cada familia era de 2,77.
Por edades la población se repartía de la siguiente manera: un 22,1% tenía menos de 18 años, un 6,8% entre 18 y 24, un 26,7% entre 25 y 44, un 24,7% de 45 a 60 y un 19,8% 65 años o más.
La edad media era de 41 años.  Por cada 100 mujeres de 18 o más años  había 81,6 hombres.
La renta media por vivienda era de 33.720$ y la renta media por familia de 39.938$. Los hombres tenían una renta media de 30.347$ mientras que las mujeres 23.482$. La renta per cápita de la población era de 17.412$. En torno al 11,5% de las familias y el 15% de la población estaban por debajo del umbral de pobreza.

## Localidades adyacentes
El siguiente diagrama muestra a las localidades más próximas a Pearisburg.